# Amarelo (álbum)
Amarelo (estilizado como AmarElo) é o terceiro álbum de estúdio do rapper, cantor e compositor brasileiro Emicida. Foi lançado em 30 de outubro de 2019 e eleito um dos 25 melhores álbuns brasileiros do segundo semestre de 2019 pela Associação Paulista de Críticos de Arte. Em 2022, foi eleito um dos melhores discos da música brasileira dos últimos 40 anos em uma enquete do jornal O Globo que reuniu 25 especialistas, incluindo Charles Gavin, Vera Magalhães, Leonardo Bruno, Nelson Motta, Rodrigo Faour, Tárik de Souza, Ricardo Alexandre, Arthur Dapieve, Paulo Cesar de Araújo e Roberta Martinelli, entre outros nomes.

## Lista de faixas
Lista de faixas adaptadas do Apple Music.
| N.º            | Título                                                                               | Compositor(es)                        | Produtor(es)                  | Duração |  |
| 1.             | "Principia" (feat. Fabiana Cozza, Pastor Henrique Vieira, Pastoras do Rosário)       | Leandro Roque Nave                    | Leandro Roque Nave            | 5:55    |  |
| 2.             | "A Ordem Natural das Coisas" (feat. Mc Tha)                                          | Emicida Damien Seth                   | Emicida Damien Seth Nave      | 3:55    |  |
| 3.             | "Pequenas Alegrias da Vida Adulta" (feat. Marcos Valle e Thiago Ventura)             | Emicida Mario Caldato Nave            | Nave Mario Caldato            | 4:52    |  |
| 4.             | "Quem Tem Um Amigo (Tem Tudo)" (feat. Zeca Pagodinho e Tokyo Ska Paradise Orchestra) | Emicida Wilson das Neves              | Emicida Nave Wilson das Neves | 4:09    |  |
| 5.             | "Paisagem"                                                                           | Emicida Thiago Jamelão Nave           | Nave Jamelão                  | 3:09    |  |
| 6.             | "Cananéia, Iguape e Ilha Comprida"                                                   | Emicida Nave                          | Emicida Nave                  | 5:35    |  |
| 7.             | "9nha" (feat. Drik Barbosa)                                                          | Emicida DJ Duh                        | DJ Duh                        | 2:57    |  |
| 8.             | "Ismália" (feat. Larissa Luz e Fernanda Montenegro)                                  | Emicida Nave Renan Samam              | Emicida Nave Renan Samam      | 5:57    |  |
| 9.             | "Eminência Parda" (feat. Dona Onete, Jé Santiago, Papillon)                          | Emicida Jé Santiago Papillon Nave     | Nave                          | 4:04    |  |
| 10.            | "AmarElo (Sample: Sujeito de Sorte - Belchior)" (Com Majur e Pabllo Vittar)          | Emicida Belchior DJ Duh Felipe Vassão | Emicida DJ Duh Felipe Vassão  | 5:20    |  |
| 11.            | "Libre" (Com Ibeyi)                                                                  | Emicida Nave Lisa Diaz Naomi Diaz     | Nave Lisa Diaz                | 2:49    |  |
| Duração total: | Duração total:                                                                       | Duração total:                        | Duração total:                | 48:48   |  |

## Créditos

#### Músicos participantes
- Nave - sintetizadores (1, 4, 5, 6, 11)
- Jhow Produz - sintetizadores (1), piano (1) e bateria (1)
- Fejuca - guitarra (1, 3) e baixo (4)
- Silvanny Sivuca - percussão (1, 4)
- Damien Seth - sintetizadores (2)
- Carlinhos 7 Cordas - guitarra (2)
- Marlon Sette - tuba (2)
- Marcos Valle - piano rhodes (3)
- Roberto Schilling - sintetizadores (3) e percussão (3)
- Teo Guedes - programações (3)
- Mashihiko Kihuhara - metais (4)
- Yuichi Oki - piano (4)
- Nargo - trompete (4)
- Masahiko Kitahara - trombone (4)
- Gamo - saxofone (4)
- Atsushi Yanaka - saxofone (4)
- Thiago Jamelão - guitarra (5, 6)
- Wesley Camilo - piano rhodes (6)
- Dudinha - baixo (6)
- Felipe Vassão - teclado (10)

#### Vozes adicionais
- Marissol Mwaba (1)
- Nina Oliveira (1)
- Indy Naíse (1)
- Maria Eduarda (1)
- Roberto Schilling (3)
- Prettos (4)
- Thiago Jamelão (5, 6, 10)
- Estela Vergílio (6)
- Teresa Oliveira (6)
- Denise D'Paula (6)
- Kelly Souza (7)

#### Engenheiros
- Emicida - gravação (1, 4, 9)
- Tofu Valsechi - gravação (1, 2, 3, 4, 5, 6, 7, 8, 9, 10)
- Damien Seth - gravação (2)
- Funai - gravação (3, 5, 11)
- Mario Caldato - gravação (3)
- Arthur Luna - gravação (3)
- Nave - gravação (3, 4)
- William Luna - gravação (4)
- Shojiro Watanabe - gravação (4)
- Dudinha - gravação (6)
- JP Cavalcante - gravação (9)
- Geraldinho Magalhães - gravação (9)
- Igor Ferreira - gravação (10)
- Mauricio Cersósimo - mixagem (todas as faixas)
- Maurício Gargel - masterização (todas as faixas)
- Lorena Schalken - assistente de produção

## Vendas e certificações
| Região                                  | Certificação | Vendas  |
| --------------------------------------- | ------------ | ------- |
| Brasil (Pro-Música Brasil)              | Platina      | 80.000* |
| *vendas baseadas apenas na certificação |              |         |